# 斯洛烏特
51°45′22″N 33°46′3″E / 51.75611°N 33.76750°E

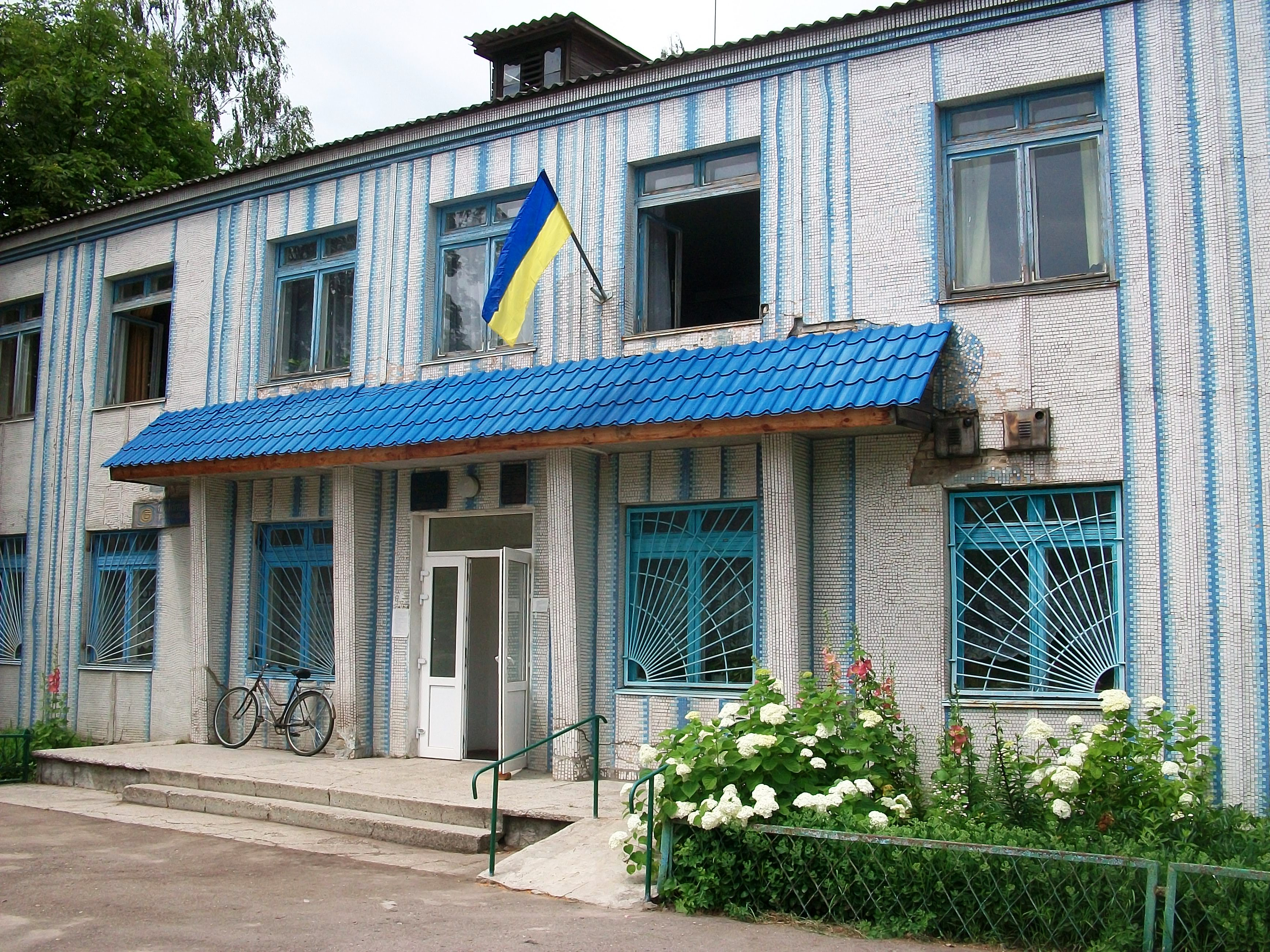
斯洛烏特

斯洛烏特是位於烏克蘭東北部的村莊，由蘇梅州紹斯特卡區的貝雷扎市鎮負責管轄。該村距離多利納、貝雷扎和伊瓦申科韋4公里，面積5.35平方公里，海拔高度181米，2022年人口1,231。